# Dipsas
Dipsas é um gênero de serpentes não-peçonhentas e não-venenosas para humanos conhecidas popularmente como dormideiras ou papa-lesmas. São endêmicas da região neotropical. Em 2012, o gênero Sibynomorphus foi reclassificado como Dipsas. 

## Distribuição geográfica
As espécies de Dipsas são encontradas apenas na região neotropical, desde o sul do México, na América Central e na América do Sul, até a Argentina, Brasil e Paraguai.

## Taxonomia
O gênero inclui mais de 30 espécies distintas. incluindo as espécies de Sibynomorphus sinonimizadas ao gênero
Atualmente, o gênero Dipsas é classificado na família Dipsadidae. Anteriormente, eram colocado dentro da famíla Colubrídae. .

## Descrição
As espécies de Dipsas são esguias, pequenas e médias, normalmente menores que 60 cm e raramente maiores do que 100 cm. A coloração e padrões de cor pode variar, mas geralmente consistem em preto e marrom, frequentemente com a alternância de anéis separados por branco.[carece de fontes?]

## Comportamento e dieta
São serpentes principalmente arbóreas que se alimentam basicamente de caramujos e lesmas..

## Espécies
As seguintes espécies são reconhecidas como válidas.
- Dipsas albifrons (Sauvage, 1884)
- Dipsas alternans (Fischer, 1885)
- Dipsas andiana (Boulenger, 1896)
- Dipsas articulata (Cope, 1868)
- Dipsas baliomelas (Harvey), 2008
- Dipsas bicolor (Günther, 1895)
- Dipsas brevifacies (Cope, 1866)
- Dipsas bucephala (Shaw, 1802)
- Dipsas catesbyi (Sentzen, 1796)
- Dipsas chaparensis (Reynolds & Foster), 1992
- Dipsas copei (Günther, 1872)
- Dipsas elegans (Boulenger, 1896)
- Dipsas ellipsifera (Boulenger, 1898)
- Dipsas gaigeae (Oliver, 1937)
- Dipsas gracilis (Boulenger, 1902)
- Dipsas incerta (Jan, 1863)
- Dipsas indica (Dormideira-pingo-de-ouro) (Laurenti, 1768)[11]
- Dipsas maxillaris (F. Werner, 1910)
- Dipsas mikanii (Jararaca-Dormindeira)(Schlegel, 1837),
- Dipsas neivai Amaral, 1926,
- Dipsas neuwiedi (Dormideira-cinzenta)("Ihering", 1911),
- Dipsas nicholsi (Dunn, 1933)
- Dipsas oreas (Cope, 1868)
- Dipsas pakaraima MacCulloch & Lathrop, 2004
- Dipsas pavonina Schlegel, 1837
- Dipsas peruana (Boettger, 1898)
- Dipsas praeornata (F. Werner, 1909)
- Dipsas pratti (Boulenger, 1897)
- Dipsas sanctijoannis (Boulenger, 1911)
- Dipsas sazimai Fernandes, Marques & Argôlo, 2010[15]
- Dipsas schunkii (Boulenger, 1908)
- Dipsas temporalis (F. Werner, 1909)
- Dipsas tenuissima Taylor, 1954
- Dipsas trinitatus Parker, 1926
- Dipsas variegata (A.M.C. Duméril, Bibron & A.H.A. Duméril, 1854)
- Dipsas vermiculata (J.A. Peters 1960)
- Dipsas viguieri (Bocourt, 1884)